# João Fernandes de Almeida
João Fernandes de Almeida foi Governador de Moçambique por duas vezes: a primeira entre 1703 e 1706 e a segunda entre 1712 e 1714.
Foi igualmente governador de Damão e de Rios de Sofala, vedor da Fazenda e do Conselho de Estado da Índia, general de todas as terras do Norte, e da Armada de alto bordo, do Estreito de Ormuz e Mar Roxo.

## Dados genealógicos
Era filho de:
- D. João de Almeida, senhor da casa de seu pai, vedor da Casa Real, reposteiro-mor e gentil-homem de Câmara do Rei. E de
- D. Violante Henriques filha de D. Marcos de Noronha, que combateu em Alcácer Quibir e foi resgatado, senhor do Morgado e Padroado do convento do Salvador de Lisboa e sua mulher Maria Henriques filha de D. Francisco da Costa, armeiro-mor d´El-Rey, capitão de Malaca e governador do Reino do Algarve.